# Chris Evans (acteur)
Pour les articles homonymes, voir Chris Evans et Evans.
Chris Evans (/kɹɪs ˈɛvənz/), né le 13 juin 1981 à Boston, Massachusetts (États-Unis) est un acteur américain.
Il accède à la célébrité mondiale en tenant le rôle de Steve Rogers / Captain America  entre 2011 et 2019 dans l'univers cinématographique Marvel. Il a également interprété un autre héros Marvel, Johnny Storm / la Torche humaine dans Les Quatre Fantastiques en 2005, sa suite Les Quatre Fantastiques et le Surfer d'argent en 2007 et Deadpool et Wolverine en 2024.

## Biographie

### Jeunesse et études
Fils de George Robert Evans III, un dentiste et Lisa Marie Capuano, une ancienne danseuse, Christopher Robert Evans, dit Chris Evans, est le deuxième d'une famille de quatre enfants : Carly (née le 15 septembre 1978), Scott (né le 21 septembre 1983) et Shanna (née le 11 juin 1986), adoptée alors qu'elle était bébé. Ses parents divorcent en 1999 au bout de vingt-deux ans de mariage[réf. nécessaire].
Attiré par le théâtre dès son plus jeune âge, il prend des cours d'été au Lee Strasberg Theatre and Film Institute de New York avant sa dernière année de secondaire. Après être apparu dans un court métrage pédagogique, Biodiversity: Wild About Life! (1997), il sort diplômé de la Lincoln-Sudbury Regional High School en 1999.
En septembre 2000, il part pour Los Angeles et s'installe dans une résidence pour jeunes acteurs à Toluca Lake, Oakwood Apartments.

### Débuts de carrière

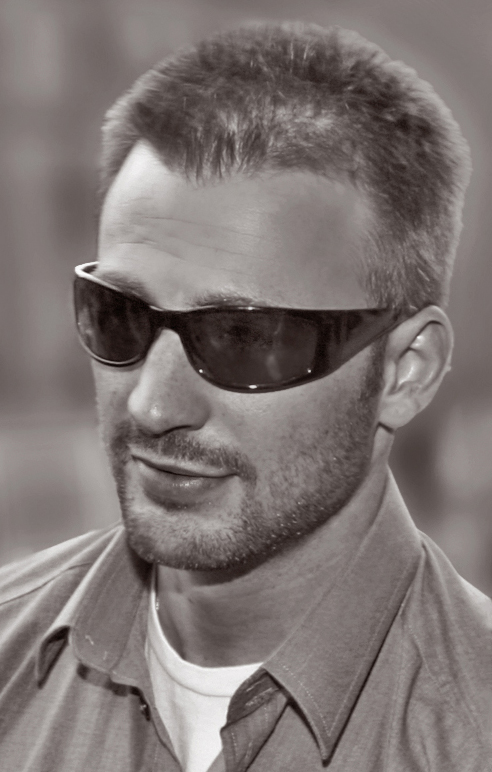
Chris Evans au festival international du film de Toronto 2008, lors de la présentation de The Loss of a Teardrop Diamond.

C'est en 2001, qu'il se révèle au grand public, avec le rôle principal de la comédie adolescente Sex Academy. L'acteur profite alors de sa notoriété naissante pour persévérer dans le septième art et diversifier les genres : il accompagne une jeune Scarlett Johansson dans la comédie romantique Les Notes parfaites (2004), donne la réplique à Kim Basinger dans le thriller Cellular, et est révélé au grand public en incarnant la Torche humaine dans la super-production Les Quatre Fantastiques (2005).
Cette exposition lui permet de faire partie des jeunes acteurs d'origines diverses choisis par Danny Boyle pour son épopée de science-fiction Sunshine, ce qui lui offre le premier succès critique de sa carrière. L'acteur continue parallèlement dans les adaptations de comics en prêtant sa voix au personnage de Casey Jones dans le quatrième long-métrage des Tortues Ninja, puis en reprenant son rôle de super-héros enflammé dans Les Quatre Fantastiques et le Surfer d'argent.
La même année, il retrouve Scarlett Johansson dans la comédie Le Journal d'une baby-sitter, où il campe un étudiant qui fait tourner la tête de la jeune femme.
L'année suivante, il s'aventure dans un genre plus adulte, en côtoyant Keanu Reeves et Forest Whitaker au casting du polar Au bout de la nuit. Il y interprète un policier, lui permettant de passer à un registre plus dramatique.
Il revient néanmoins à des productions plus adolescentes en 2009 : il est d'abord à l'affiche du thriller de science-fiction Push, dans lequel il tient le premier rôle aux côtés de la jeune Dakota Fanning, puis renoue avec le genre fantastique pour The Loss of a Teardrop Diamond, où il partage la vedette avec Bryce Dallas Howard. Mais il s'éloigne de ces figures héroïques avec Scott Pilgrim vs. The World, adaptation d'une bande dessinée lui donnant la possibilité d'interpréter un des antagonistes du héros. Le film est acclamé par la critique — le second de sa carrière —, mais déçoit commercialement[réf. nécessaire]. Il n'a pas plus de chance avec The Losers, échec critique et commercial, dont il partage l'affiche avec Jeffrey Dean Morgan, Idris Elba et Zoe Saldaña et joue un ex-agent de la CIA en cavale, spécialiste en informatique et un brin loufoque.
Sa carrière est donc relativement fragilisée quand il est choisi par Marvel Studios pour prêter ses traits à un nouveau super-héros : celui de Captain America, qui lui permet d'intégrer l'écurie l'univers cinématographique Marvel, en tant que pilier fondateur.

### Reconnaissance critique et commerciale

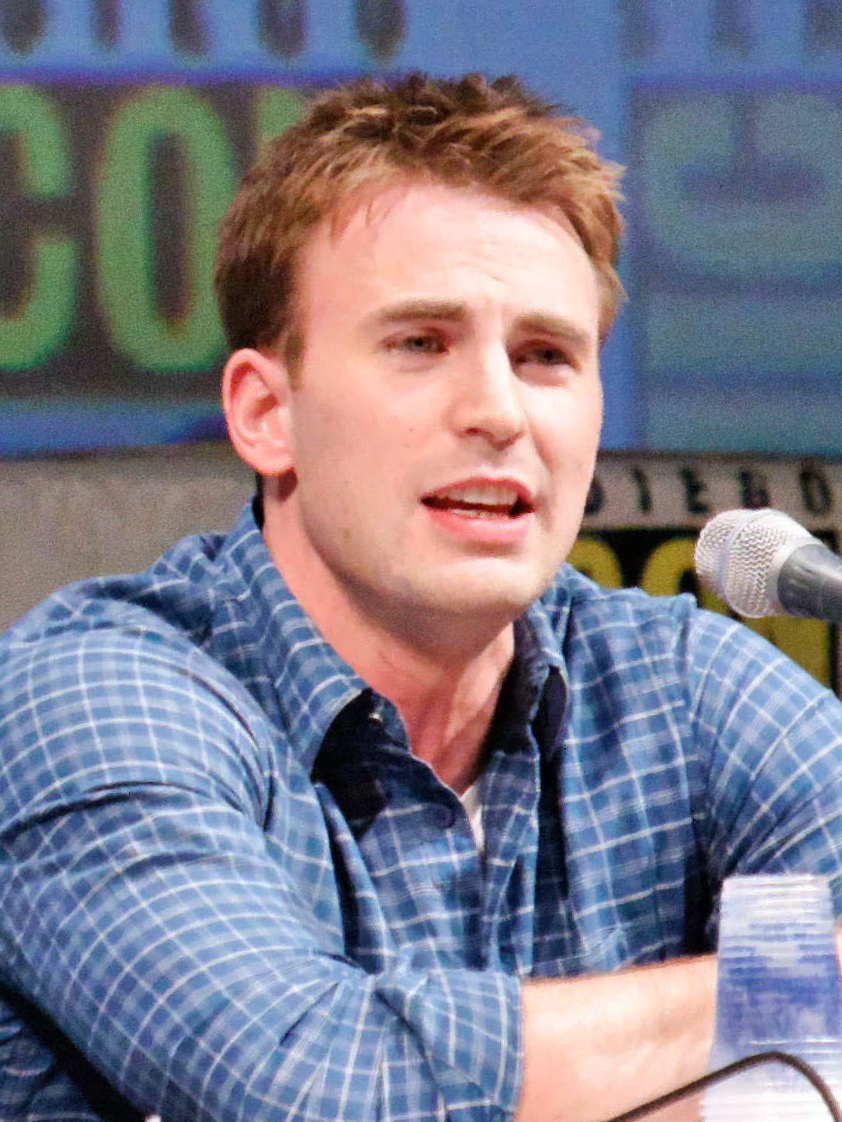
Chris Evans au Comic-Con 2010 lors de la présentation de Captain America: First Avenger.

En 2011, il est à l'affiche de deux projets mineurs, tournés à Houston et Boston, sa ville natale : d'abord la comédie romantique Sex List, aux côtés d'Anna Faris, puis en étant le héros de Puncture, un thriller dans lequel il interprète un avocat dépendant. Puis sort Captain America: First Avenger de Joe Johnston, qui le révèle une seconde fois au grand public, en devenant désormais le visage de Steve Rogers alias Captain America. Le long métrage, bien reçu par la critique et le public, lui permet de s'imposer comme acteur à succès. Avant d'accepter de jouer ce personnage, l'acteur obtient de s'engager pour six films et non neuf, comme le souhaitait le studio.
Il reprend donc son rôle dans le blockbuster au succès mondial Avengers, puis dans le second opus de sa trilogie, Captain America : Le Soldat de l'hiver, qui dépasse son prédécesseur en termes de retombées critiques et commerciales.
Parallèlement, il s'investit dans des projets plus modestes et ambitieux : d'abord en participant au polar The Iceman d'Ariel Vromen, puis en menant la coproduction internationale Snowpiercer : Le Transperceneige de Bong Joon-ho, un long métrage d'anticipation adapté de la bande dessinée française éponyme. Les deux films sont très bien reçus par la critique,.
En mars 2014, il annonce qu'une fois son contrat avec Marvel venu à terme, il prendra une pause dans sa carrière d'acteur et s'orientera vers la réalisation.
En septembre 2015, il annonce être prêt à renouveler son contrat au-delà des troisièmes opus de Captain America et d’Avengers qui seront ses cinquième et sixième films pour le studio.

### Réalisation et cinéma indépendant

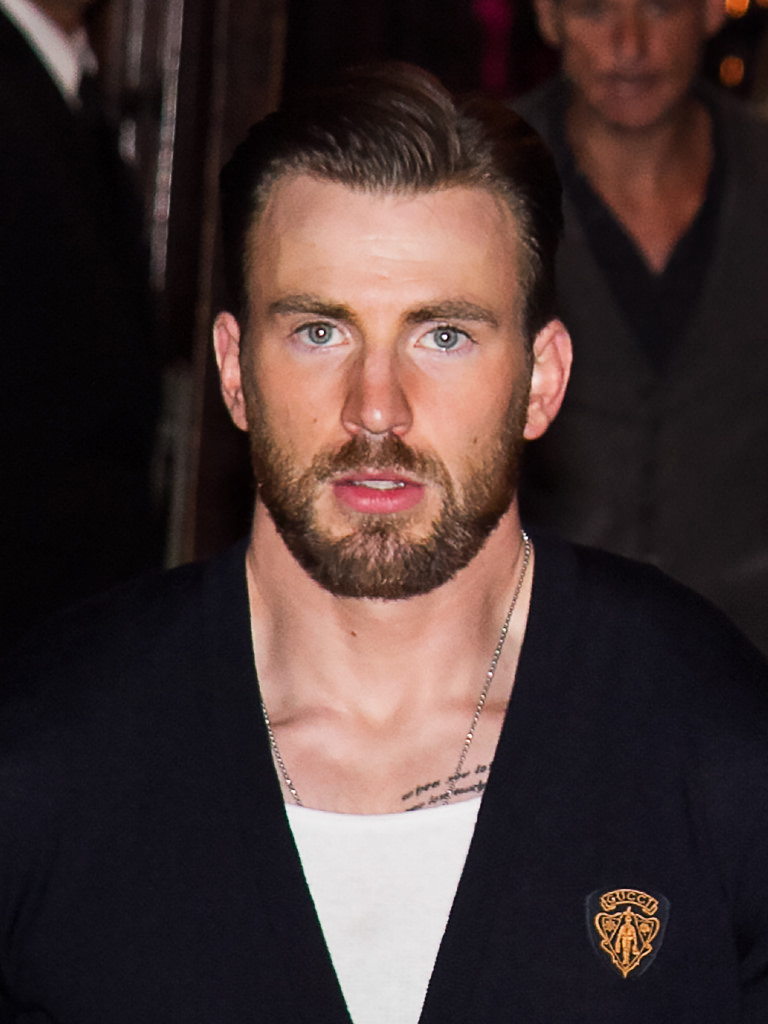
Chris Evans au festival international du film de Toronto 2014, pour la présentation de Before We Go.

Hors le costume de Captain America, son premier film en tant qu'acteur principal et réalisateur pour la romance indépendante Before We Go, présentée au Festival international du film de Toronto 2014, est mal reçue par la critique et après un box-office américain très faible, sort directement en vidéo à l'international. De même pour son autre essai dans un registre léger, qui ne fonctionne pas non plus : la comédie romantique Comment séduire une amie (Playing It Cool), qu'il se contente cette fois de produire et d'interpréter, aux côtés de Michelle Monaghan.
En 2016, sort le très attendu Captain America: Civil War, d'Anthony et Joe Russo, où l'acteur est entouré d'une grande partie du casting d’Avengers : L'Ère d'Ultron. L'acteur signe alors un contrat pour apparaitre dans un septième et dernier film comme Captain America. Le studio souhaite en effet diviser Avengers 3 en deux parties, qui seront tournées simultanément.
Avant cela, il joue dans le drame indépendant à très petit budget Mary, dont il est la tête d'affiche, sous la direction de Marc Webb, le réalisateur passé par la franchise Spider-Man. Le film reçoit des bonnes critiques et fonctionne bien au box-office.
En 2018, il reprend à nouveau son rôle de Captain America dans Avengers: Infinity War. À la fin de l'année, il partage l'affiche du thriller d'action The Red Sea Diving Resort avec Michiel Huisman. Le film est acheté par Netflix en février 2019.
En 2019, il interprète pour la dernière fois le personnage de Captain America dans un quatrième Avengers, qui, comme son confrère Robert Downey Jr., marque aussi la fin de son contrat avec Marvel Studios. Il quitte ainsi l'univers cinématographique Marvel au bout de sept films (sans compter les caméos) : soit une trilogie dédiée à son personnage et une tétralogie autour des Avengers. Il y reviendra en 2024 dans le film Deadpool et Wolverine en reprenant cette fois-ci le personnage de La Torche Humaine, un rôle qualifié humoristiquement par le personnage Deadpool (Ryan Reynolds) de "pas [son] Chris [Evans] préféré" dans le film. 
Le 8 novembre 2022, le magazine américain People élit l'acteur « homme le plus sexy du monde ».

### Engagements
Estimant que les articles traitant de politique sur Wikipédia sont trop longs, l'acteur décide de lancer en janvier 2020 un site de vidéos, chacune d'une durée d'une minute, sur les sujets de politique américaine. Evans fait ainsi le pari que les hommes et les femmes politiques, qui répondront à une question précise dans chaque vidéo, sont mieux informés des enjeux politiques que les wikipédiens.

## Vie privée
Durant l'automne 2001, il fréquente l'actrice américaine Jessica Biel, sa partenaire à l'écran dans Cellular (2004) et London (2005). Après près de cinq ans de relation, ils se séparent durant l'été 2006.
En 2007, il a une brève relation avec Christina Ricci - dont leur seule apparition publique sera sur le tapis rouge du Met Gala 2007. Cette même année, il entame une relation sérieuse avec l'actrice américaine Minka Kelly. Jusqu'en 2014, leur couple connaîtra de nombreuses ruptures et réconciliations,.
De 2015 à 2016, il fréquente le mannequin britannique Lucy Pinder. Puis de 2016 à 2018, il est en couple avec l'actrice américaine Jenny Slate, qu'il a rencontrée sur le tournage du film Mary,,.
Evans a épousé l'actrice portugaise Alba Baptista le 9 septembre 2023, lors d'une cérémonie privée à domicile à Cape Cod dans le Massachusetts.

## Filmographie

### Cinéma
- 2000 : The Newcomers de James Allen Bradley : Judd
- 2001 : Sex Academy de Joel Gallen : Jake Wyler
- 2004 : Les Notes parfaites (The Perfect Score) de Brian Robbins : Kyle
- 2004 : Cellular de David Richard Ellis : Ryan
- 2005 : Des gens impitoyables (Fierce People) de Griffin Dunne : Bryce Langley
- 2005 : Les Quatre Fantastiques (Fantastic Four) de Tim Story : Johnny Storm / La Torche humaine
- 2005 : London de Hunter Richards : Syd
- 2007 : Sunshine de Danny Boyle : Robert Mace
- 2007 : Les Quatre Fantastiques et le Surfer d'argent (Fantastic Four : Rise of the Silver Surfer) de Tim Story : Johnny Storm / La Torche humaine
- 2007 : Le Journal d'une baby-sitter (The Nanny Diaries) de Shari Springer Berman et Robert Pulcini : Hayden alias Harvard Hottie
- 2007 : TMNT : Les Tortues Ninja (TMNT) de Kevin Munroe : Casey Jones (voix)
- 2008 : Au bout de la nuit (Street Kings) de David Ayer : Paul Diskant
- 2008 : The Loss of a Teardrop Diamond de Jodie Markell (en) : Jimmy Dobyne
- 2008 : Push de Paul McGuigan : Nick Gant
- 2009 : Battle for Terra d'Aristomenis Tsirbas : Stewart Stanton (voix)
- 2010 : The Losers de Sylvain White : Jake Jensen
- 2010 : Scott Pilgrim d'Edgar Wright : Lucas Lee
- 2011 : Puncture d'Adam et Mark Kassen : Mike Weiss
- 2011 : Captain America : First Avenger de Joe Johnston : Steve Rogers / Captain America
- 2011 : Sex List (What's Your Number ?) de Mark Mylod : Colin Shea
- 2012 : Avengers de Joss Whedon : Steve Rogers / Captain America
- 2013 : The Iceman d'Ariel Vromen : Robert Pronge
- 2013 : Snowpiercer : Le Transperceneige (Snowpiercer) de Bong Joon-ho : Curtis
- 2013 : Thor : Le Monde des ténèbres (Thor : The Dark World) d'Alan Taylor : Steve Rogers / Captain America (caméo)
- 2014 : Captain America : Le Soldat de l'hiver (Captain America : The Winter Soldier) d'Anthony et Joe Russo : Steve Rogers / Captain America
- 2014 : Comment séduire une amie (Playing It Cool) de Justin Reardon : Me / Le narrateur
- 2015 : Before We Go de lui-même : Nick Vaughn
- 2015 : Avengers : L'Ère d'Ultron (Avengers : Age of Ultron) de Joss Whedon : Steve Rogers / Captain America
- 2016 : Captain America : Civil War d’Anthony et Joe Russo : Steve Rogers / Captain America
- 2017 : Mary (Gifted) de Marc Webb : Frank Adler
- 2017 : Spider-Man : Homecoming de Jon Watts : Steve Rogers / Captain America (caméo)
- 2018 : Avengers : Infinity War d'Anthony et Joe Russo : Steve Rogers / Captain America
- 2019 : À couteaux tirés (Knives Out) de Rian Johnson : Hugh « Ransom » Drysdale
- 2019 : Avengers : Endgame d'Anthony et Joe Russo : Steve Rogers / Captain America
- 2019 : Opération Brothers de Gideon Raff : Ari Levinson
- 2021 : Free Guy de Shawn Levy : lui-même (caméo)
- 2021 : Don't Look Up : Déni cosmique (Don't Look Up) d'Adam McKay : l'acteur Devin Peters (caméo non crédité)
- 2022 : Buzz l'Éclair d'Angus MacLane : Buzz l'Éclair[35] (voix [35])
- 2022 : The Gray Man d'Anthony et Joe Russo : Lloyd Hansen
- 2023 : Ghosted de Dexter Fletcher : Cole Riggan (également producteur)
- 2023 : Marchands de douleur (Pain Hustlers) de David Yates : Peter Brenner
- 2024 : Deadpool et Wolverine (Deadpool and Wolverine) de Shawn Levy : Johnny Storm / la Torche humaine
- 2024 : Red One de Jake Kasdan : Jack O'Malley
- 2025 : Materialists de Celine Song : John
- 2025 : Honey Don't! d'Ethan Coen : Révérend Drew Devlin

Prochainement
- 2025 : Sacrifice de Romain Gavras : Mike Tyler

### Télévision

#### Séries télévisées
- 2000 : Opposite Sex : Cary Baston (8 épisodes)
- 2000 : Le Fugitif (The Fugitive) : Zack Lander (saison 1, épisode 3)
- 2001 : Boston Public : Neil Mavromates (saison 1, épisode 9)
- 2003 : Skin : Brian (mini-série, 1 épisode)
- 2015 : Agent Carter : Steve Rogers / Captain America (images d'archives extrait de Captain America: First Avenger)
- 2020 : Défendre Jacob (Defending Jacob) : Andy Barber (8 épisodes)

### Jeux vidéo
- 2005 : Les Quatre Fantastiques : Johnny Storm / La Torche humaine
- 2011 : Captain America : Super Soldat : Steve Rogers / Captain America

## Distinctions

### Récompenses
- Scream Awards 2011 : Meilleur super-héros pour Captain America: First Avenger
- MTV Movie Awards 2013 (en) : Meilleur combat pour Avengers (partagé avec Robert Downey Jr., Chris Hemsworth, Scarlett Johansson, Jeremy Renner et Tom Hiddleston)
- Teen Choice Awards 2015 : Meilleur voleur de scène pour Avengers : L'Ère d'Ultron
- People's Choice Awards 2015 : Acteur d'action préféré
- Teen Choice Awards 2016 : Meilleur acteur dans un film de science-fiction pour Captain America: Civil War
- Kids' Choice Awards 2017 : Dur à cuire préféré pour Captain America: Civil War

### Nominations
- MTV Movie Awards 2006 (en) :  Meilleure équipe à l'écran pour Les Quatre Fantastiques (partagé avec Jessica Alba, Ioan Gruffudd et Michael Chiklis)
- Teen Choice Awards 2007 :
  - Meilleure bagarre pour Les Quatre Fantastiques et le Surfer d'argent (partagé avec Julian McMahon)
  - Meilleur acteur de film d'aventure pour Les Quatre Fantastiques et le Surfer d'argent
- Scream Awards 2011 : 
  - Meilleur vilain pour Scott Pilgrim
  - Meilleur acteur dans un film de science-fiction pour Captain America: First Avenger
- MTV Movie Awards 2012 (en) : Meilleur héros  pour Captain America: First Avenger
- People's Choice Awards 2012 : Meilleur super-héros de cinéma préféré pour Captain America: First Avenger
- Saturn Awards 2012 : Meilleur acteur pour Captain America: First Avenger
- Teen Choice Awards 2012 : 
  - Meilleur acteur de film sorti en été pour Captain America: First Avenger
  - Meilleur combat pour Captain America: First Avenger (partagé avec Hugo Weaving)
- People's Choice Awards 2013 : Meilleure star de film d'action pour Avengers
- Kids' Choice Awards 2015 : Acteur d'action préféré pour Captain America : Le Soldat de l'hiver
- MTV Movie Awards 2015 : 
  - Meilleur baiser pour Captain America : Le Soldat de l'hiver (partagé avec Scarlett Johansson)
  - Meilleur combat pour Captain America : Le Soldat de l'hiver (partagé avec Sebastian Stan)
- People's Choice Awards 2015 : Duo d'acteur préféré pour Captain America : Le Soldat de l'hiver (partagé avec Scarlett Johansson
- Saturn Awards 2015 : Meilleur acteur pour Captain America : Le Soldat de l'hiver
- Teen Choice Awards 2015 : Meilleur acteur dans un film de science-fiction pour Avengers : L'Ère d'Ultron
- Kids' Choice Awards 2016 : Acteur de cinéma préféré pour Avengers : L'Ère d'Ultron
- MTV Movie Awards 2016 : Meilleur héros pour Avengers : L'Ère d'Ultron
- Teen Choice Awards 2016 : 
  - Meilleure alchimie pour Captain America: Civil War (avec Sebastian Stan, Anthony Mackie, Elizabeth Olsen et Jeremy Renner)
  - Meilleure baiser pour Captain America: Civil War (avec Emily VanCamp)
- Kids' Choice Awards 2017 :
  - Acteur de cinéma préféré pour Captain America: Civil War
  - Meilleurs ennemis préférés pour Captain America: Civil War (partagé avec Robert Downey Jr.)
  - Meilleure équipe pour Captain America: Civil War (partagé avec Robert Downey Jr., Scarlett Johansson, Sebastian Stan, Anthony Mackie, Don Cheadle, Jeremy Renner, Chadwick Boseman, Paul Bettany et Elizabeth Olsen)
- People's Choice Awards 2017 :  Acteur d'action préféré
- Saturn Awards 2017 : Meilleur acteur pour Captain America: Civil War
- Teen Choice Awards 2017 : Meilleur acteur dans un film dramatique pour Mary
- Teen Choice Awards 2018 : Meilleur acteur dans un film d'action pour Avengers: Infinity War
- Kids' Choice Awards 2019 : Acteur de film préféré pour Avengers: Infinity War
- Teen Choice Awards 2019 : Acteur dans un film d'action pour  Avengers: Endgame

## Voix francophones
En France, Alexandre Gillet est la voix française régulière de Chris Evans, depuis 2013.
Auparavant, Maël Davan-Soulas était la voix française régulière de l'acteur, avant de partir travailler au Québec. Dans les films du MCU, ce dernier ne le double que dans ses 2 premières apparitions, Alexandre Gillet reprenant le personnage à partir du film Thor : Le Monde des ténèbres.
À titre exceptionnel, il a été doublé par Damien Ferrette dans Sex Academy, Alexis Tomassian dans Les Notes parfaites, Guillaume Lebon dans Cellular, Tony Marot dans Scott Pilgrim, Olivier Augrond dans The Iceman, Thibaut Belfodil dans Snowpiercer : Le Transperceneige.
Au Québec, Antoine Durand est la voix québécoise régulière de l'acteur. Toutefois, pour le rôle de Captain America / Steve Rogers, Alexandre Fortin est la voix de l'acteur.